# AC-15
AC-15 é um modelo de avião experimental, projetado pelo engenheiro aeroespacial Altair Coelho. Foi desenhado para ser o primeiro avião a ter sua construção realizada por um construtor amador, baseado em métodos simples e baratos de construção. A fuselagem é de madeira, a empenagem de tubo 1020, as asas de madeira e tela. Seu custo é muito reduzido, pela possibilidade de se usar o motor “VW AP 2000” com a redução “AC-53”.